# Én kis kertet kerteltem
Az Én kis kertet kerteltem gyermekdal a bölcsődés, kisóvodás korúak számára.
A kertel szó jelentése: kerítéssel bekerít.

## Felvételek
- Ezt énekeljük az oviban: Én kis kertet kerteltem. OviTévé (2016. április 25.)  (Hozzáférés: 2016. december 18.) (audió)